# Gulyás Gyula (filmrendező)
Gulyás Gyula (Budapest, 1944. június 27. –) Kossuth- és Balázs Béla-díjas magyar filmrendező, érdemes művész.

## Életpályája
Gulyás Gyula és dr. Krenkó Anna (1913–1985) szülész-nőgyógyász fia. Testvérével, Gulyás Jánossal kezdett el amatőr filmeket készíteni 1959-től. 1962–1963-ban segédmunkásként dolgozott. 1963-ban felvették az Eötvös Loránd Tudományegyetem bölcsészettudományi karára, ahol művészettörténet–magyar szakon végzett 1968-ban. 
Az 1964-ben megalakult Cinema-64 amatőr filmstúdió alapító tagja volt 1971-ig. 1968–1970 között a Magyar Nemzeti Galéria és a Magyar Tudományos Akadémia Művészettörténeti Kutatócsoportjának volt a munkatársa. 1970–1979 között az Országos Műemléki Felügyelőség munkatársa volt. 1971–1976 között elvégezte a filozófia-esztétika szakot a Marxista-Leninista Esti Egyetemen. 1976–1980 között a Balázs Béla Stúdió rendezőjeként dolgozott. Műemlékes szakmérnök szakon diplomázott 1979-ben a Budapesti Műszaki Egyetemen. 1980–1984 között volt a Mafilm Népszerű Tudományos Stúdiójának rendező-gyakornoka, 1984-től pedig rendezője. 
1989–2000 között testvérével a Videográfia Egyesület alapító társelnöke, 1992–1995 között a Magyar Dokumentumfilm-műhely elnöke volt. 1993–2006 között a Miskolci Egyetem Bölcsészettudományi Karának Kulturális és Vizuális Antropológiai Tanszékén volt docens. A Magyar Művészeti Akadémia tagja 2006 óta.
Fia Gulyás Márton magyar baloldali politikai aktivista, rendező.

## Filmjei
- Prelúdium (1963)
- Hurok teszt (1965)
- Önálarckép (1965)
- Két kézzel (1967)
- Sej szellők (1968)
- Valóság síppal, dobbal - avagy tűzön vízen át (1968)
- Tanítványok (1966–1967)
- Kinő az ember a meséből (1969–1993)
- Széki lassú (1969–1992)
- Szék télen (1969–1970)
- Portréfilm Mészöly Miklósról (1972)
- Vannak változások (1968–1978)
- Kísérleti iskola (1976–1977)
- Domaházi hegyek között (1978–1979)
- Azért a víz az úr (1978–1980)
- Pofonok völgye, avagy Papp Lacit nem lehet legyőzni (1980)
- Szerződés mindhalálig (1981–1982)
- Ne sápadj! (1981)
- Én is jártam Isonzónál! (1982–1986)
- Balladák filmje (1983–1989)
- Málenkij robot (1987–1989)
- Törvénysértés nélkül (1988)
- Túlvilági beszélő (1990–1992)
- Kicsi mérges öregúr (1992–1993)
- Mámó (1992–1997)
- Tanítványok (1999)
- Fény hull arcodra (2001)
- Itt az idő (2006)
- Az ember néha képpé válik (2006)
- Idézés (2009)
- Utazások egy pesszimistával - Vajda Mihály (2011)
- Csak van valami jó is ebben a községben (Piskolt) (2011)
- Szembesítés - adalékok egy pogrom természetrajzához (2013)
- Az irodalom nem a szóval kezdődik (2013)
- Léptékváltás (2013)
- Dokumentaristának vallom magam (2015)
- Imádom ezt a kicsi lyukat (2018). Király László vallomásai.[4]

## Díjai, elismerései
- Balázs Béla-díj (1988)
- Magyar Művészetért díj (1988)
- Filmszemle fődíja (1988)
- Filmkritikusok díja (1991, 2001)
- Párhuzamos Kultúráért díj (2010)[5]
- Magyar Örökség díj (2012)
- Érdemes művész[6] (2013)
- Kossuth-díj (2021)[7]